# Arthur Scherbius
Arthur Scherbius (Fráncfort del Meno, 30 de octubre de 1878 - Berlín, 13 de mayo de 1929) fue un ingeniero eléctrico, inventor y pionero alemán que inventó la famosa máquina Enigma de cifrado mecánico. Patentó el invento y luego vendió la máquina bajo la marca "Enigma".
Scherbius ofreció oportunidades inigualables y mostró la importancia de la criptografía para la inteligencia militar y el uso civil.

## Biografía

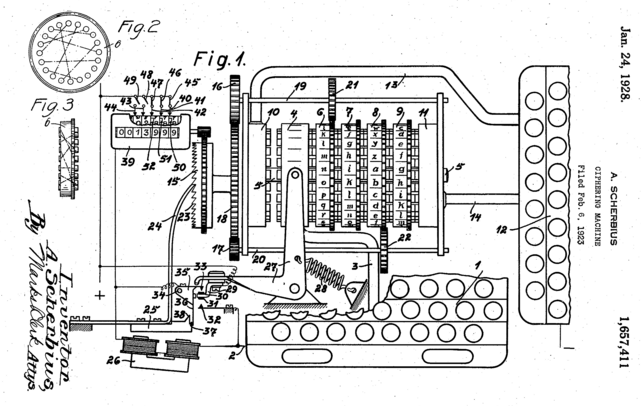
Patente Enigma de Scherbius - Patente de Estados Unidos 1.657.411, que se concedió en 1928

Scherbius nació en Fráncfort, Alemania. Su padre era un hombre de negocios.
Estudió ingeniería eléctrica en la Universidad Técnica de Munich y luego en la Universidad de Hannover, terminando en marzo de 1903. Al año siguiente, completó una disertación titulada "Propuesta para la construcción de un gobernador indirecto de turbina de agua", y fue galardonado con un doctorado en ingeniería.
Scherbius trabajó posteriormente para varias empresas eléctricas en Alemania y Suiza. En 1918, fundó la firma de Scherbius & Ritter. Hizo varios inventos, por ejemplo, motores asíncronos, almohadas eléctricas y piezas de calefacción de cerámica. Sus contribuciones de investigación lo llevaron a asociarse con el principio de Scherbius para motores asíncronos.
Scherbius solicitó una patente (presentada el 23 de febrero de 1918) para una máquina de cifrado basada en ruedas cableadas giratorias, lo que ahora se conoce como una máquina de rotores.
Su primer diseño del Enigma se llamó Modelo A y fue un monstruo con un tamaño y forma de una caja registradora (50 kg). Luego siguieron el Modelo B y el Modelo C, que era un dispositivo portátil en el que las letras estaban indicadas por lámparas. La máquina "Enigma" parecía una máquina de escribir en una caja de madera.
Llamó a su máquina Enigma, que es la palabra griega para "misterio".
La máquina de cifrado de la firma, comercializada bajo el nombre de "Enigma", se lanzó inicialmente en el mercado comercial. Hubo varios modelos comerciales, y uno de ellos fue adoptado por la Marina alemana (en una versión modificada) en 1926. El Ejército alemán adoptó la misma máquina (también en una versión modificada algo diferente de la Marina) unos años más tarde.
Scherbius se enfrentó a problemas por primera vez porque nadie mostró interés ni se dio cuenta de su invento. Sin embargo, Scherbius estaba convencido de que su máquina "Enigma" sería un negocio. Después de todo, el ejército alemán estaba interesado en un nuevo dispositivo criptográfico debido a varias decepciones en el pasado. La producción en serie del "Enigma" comenzó en 1925 y las primeras máquinas entraron en servicio en 1926.
La máquina "Enigma" de Scherbius proporcionó al Ejército alemán el cifrado criptográfico más fuerte del mundo y la conversación militar de los alemanes se protegió de manera óptima durante la Segunda Guerra Mundial. Scherbius, sin embargo, no pudo experimentar el éxito de su máquina.
Scherbius murió en un accidente con un coche de caballos en 1929.